# 梶原直樹
梶原　直樹（かじわら なおき、1965年〈昭和40年〉4月12日 - ）は、日本の陸上自衛官。第41代東北方面総監。階級は陸将。出身職種は野戦特科。

## 略歴
東京都出身。1988年（昭和63年）3月に防衛大学校（32期）を卒業し、陸上自衛隊入隊。第7特科連隊長、第1特科団長、東部方面総監部幕僚副長、統合幕僚監部防衛計画部長、第3師団長、防衛大学校副校長などを歴任し、2021年（令和3年）10月14日より第41代東北方面総監。2024年（令和6年）8月2日退官。